# Место, Джандоменико
Джандоменико Место (итал. Giandomenico Mesto; 25 мая 1982, Монополи) — итальянский футболист, полузащитник.

## Карьера
Джандоменико Место, сын художника, начал свои выступления в клубе «Реджина». В возрасте 17-ти лет он дебютировал в составе команды в матче серии B. Летом 2000 года он был арендован клубом «Кремонезе», а затем «Ферманой», в составе которой Модесто забил свой первый мяч в профессиональном футболе. 27 октября 2002 года Место дебютировал в серии А в матче с «Торино», который Реджина выиграла 2:1. Место выступал в «Реджине» на протяжении 5-ти лет, был капитаном команды.
В июле 2007 года Место стал одним из «героев» трансферного рынка Италии, им интересовались «Рома», «Лацио» и «Ювентус», предложивший за трансферы Место и другого игрока команды, Роландо Бьянки, 14 млн фунтов. 18 июля он был куплен «Удинезе» заплатившим за 50 % прав на игрока 4,5 млн евро. За клуб из Удине Место провёл 1 сезон, сыграв в 29 играх и забив 2 гола.
25 июня 2008 года «Реджина» выкупила права на Место у «Удинезе», но уже в июле продала игрока в «Дженоа» за 3 млн евро и защитника генуэзцев Сантоса. В первом сезоне в составе «Дженоа» Место провёл 29 матчей. В следующем сезоне главный тренер команды Джанпьеро Гасперини передвинул Место на позицию атакующего полузащитника, что дало свои плоды: Место стал забивать важные голы.
Летом 2010 года на Место претендовал московский «Спартак», однако руководство «Дженоа» не устроила сумма, предложенная «красно-белыми» за трансфер футболиста.

## Достижения
Наполи
- Обладатель Кубка Италии: 2013/14
- Обладатель Суперкубка Италии: 2014

Сборная Италии
- Чемпион Европы до 21 года: 2004
- Бронзовый призёр летних Олимпийских игр 2004 года

## Награды
- Кавалер ордена «За заслуги перед Итальянской Республикой» — 27 сентября 2004 года[10] (за бронзу на Олимпийских играх 2004 года)
- Почётный житель города Реджо-ди-Калабрия